# Robert Smith
Robert James Smith, född 21 april 1959 i Blackpool, England, är en brittisk musiker, sångare och låtskrivare. Han är frontman och låtskrivare i det brittiska bandet The Cure, som ända sedan de debuterade 1979 med albumet Three Imaginary Boys har rönt stor framgång. Bandet kan främst kategoriseras som post-punk eller new wave. Smith är influerad av The Beatles, Nick Drake, Jimi Hendrix, Alex Harvey och, framförallt, David Bowie. Vid tolv års ålder började han spela gitarr. Smith behärskar 6- och 12-strängsgitarr, 4- och 6-strängad basgitarr, kontrabas, keyboard och fiol.

## Uppväxt
Han är den tredje i ordningen av Alex och Rita Smiths fyra barn. Syskonen heter Richard, Margaret och Janet. Janet är gift med Porl Thompson, som är sologitarrist i The Cure. Robert blev katolskt uppfostrad. Som tonåring gick han i Notre Dame Middle School och St. Wilfrid's Comprehensive School i Crawley. Vid 14 års ålder lärde han känna Mary Poole genom skolan, som han har varit tillsammans med sedan dess, men gifte sig med först 1988. Smith skrev låten "Lovesong" till Mary i bröllopsgåva.
Han var ambitiös i skolan och hade goda betyg, men musiken kom snabbt att bli viktigare.

## Karriär

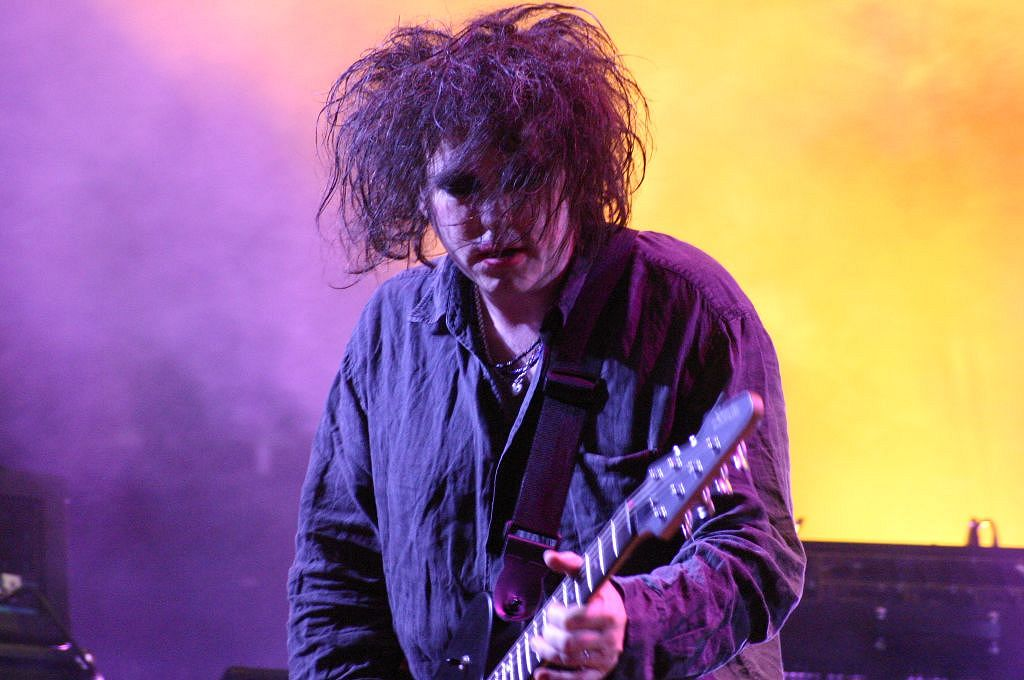
Robert Smith (2004)

Under sin trettioåriga karriär har han skrivit större delen av gruppens musik och texter. Smith började sjunga i The Cure när gruppen bildades 1976, då under namnet Easycure. Under slutet av 1970-talet och början av 1980-talet komponerade Smith en del av bandets låtar på en elorgel, och gjorde till slut en demo av låten 10:15 Saturday Night. Han är den ende originalmedlemmen som fortfarande är med i The Cure. Han står själv för komponeringen och produktionen av många stycken, så som singeln Let's Go to Bed.
Smith kännetecknas av sitt utsmetade, röda läppstift och sitt rufsiga, svarta hår, som av många liknas vid en stor spindel. Denna look inträdde i samband med utgivningen av albumet Faith, 1981. Enligt Steven Severin började han använda läppstift efter att han lånat Siouxsie Sioux's läppstift under en opiumtripp. Smiths teatraliska sminkning och klädsel inkluderade under en period även läppstift runt ögonen (till exempel under Porno Tour). Detta har antagligen bidragit till den vanligt förekommande, felaktiga (enligt bandmedlemmarna själva) klassifikationen av The Cure som ett gothband.
Robert Smith, tillsammans med övriga medlemmar av the Cure, blev 2019 invald i Rock and Roll Hall of Fame.

## Diskografi

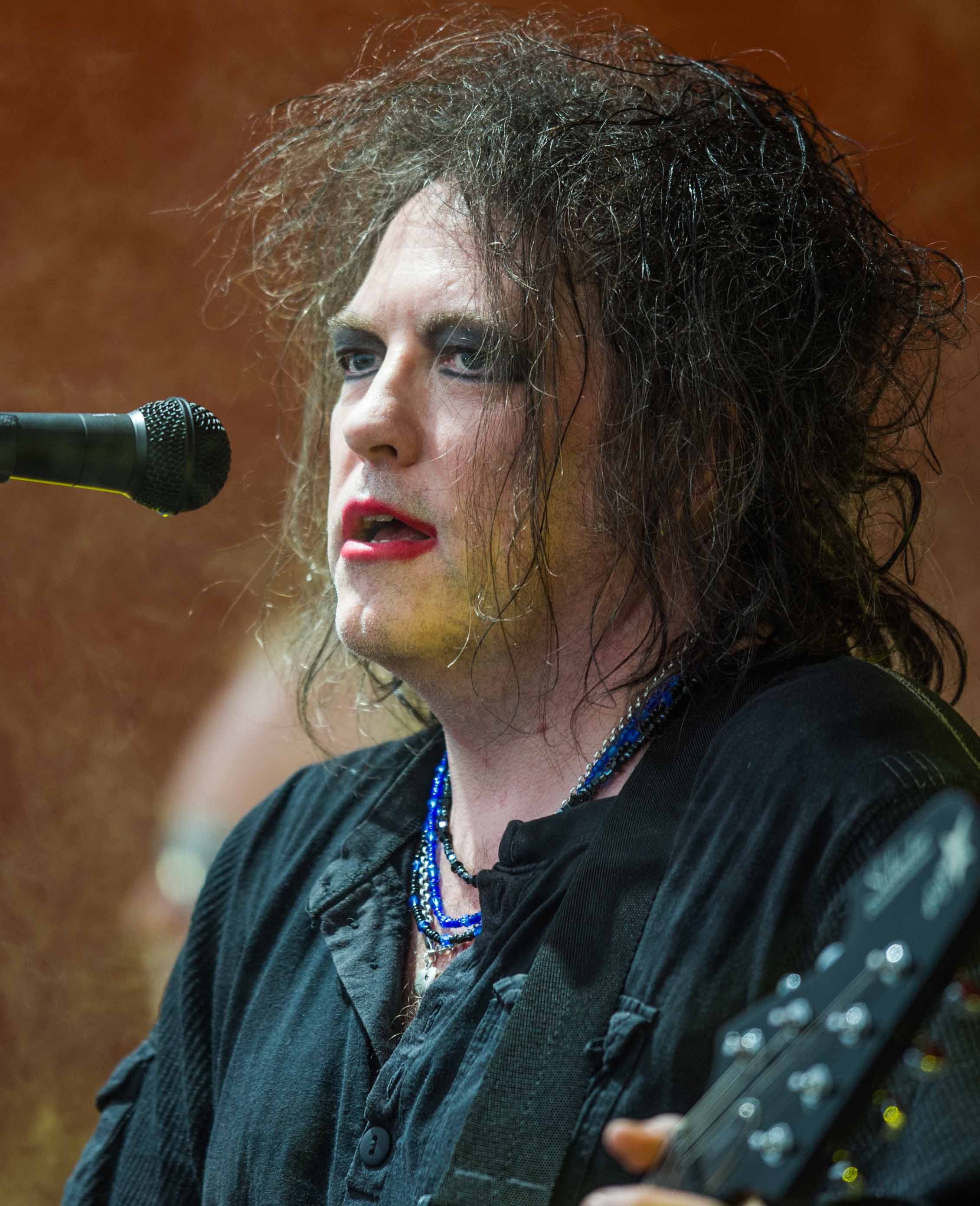
Robert Smith (2012)

### Album medThe Cure
- Three Imaginary Boys (1979)
- Seventeen Seconds (1980)
- Faith (1981)
- Pornography (1982)
- The Top (1984)
- The Head on the Door (1985)
- Kiss Me, Kiss Me, Kiss Me (1987)
- Disintegration (1989)
- Wish (1992)
- Wild Mood Swings (1996)
- Bloodflowers (2000)
- The Cure (2004)
- 4:13 Dream (2008)

### Album medThe Glove
- Blue Sunshine (1983)

### Album medSiouxsie and the Banshees
- Nocturne (1983)
- Hyæna (1984)

### Gästmedverkan
- 2003 gästsjöng han låten "All Of This" tillsammans med Blink-182 som släpptes på deras obetitlade album Blink 182.
- 2005 gästsjöng han Bee Gees-låten "To Love Somebody" tillsammans med The Smashing Pumpkins-sångaren Billy Corgan som släpptes på hans soloalbum TheFutureEmbrace.
- 2010 gästsjöng han låten "Come to Me" av den brittiska gruppen 65daysofstatic från albumet We Were Exploding Anyway.
- 2010 gästsjöng han Platinum Blonde-låten "Not in Love" tillsammans med Crystal Castles som släpptes på deras album Crystal Castles. Denna version släpptes även som singel.